# Autobahn Ningbo–Jinhua
Die Autobahn Ningbo–Jinhua oder Yongjin-Autobahn (chinesisch 甬金高速公路, Pinyin Rìlán gāosù gōnglù, englisch Yongjin Expressway), chin. Abk. G1512, ist eine regionale Autobahn in der Provinz Zhejiang im Osten Chinas. Die 185 km lange Autobahn führt von der Metropole Ningbo aus in westlicher Richtung über Shengzhou, wo sie die G15W kreuzt, nach Jinhua und mündet dort in die Autobahn G60 ein.